# Mosonszentmiklós, Győr-Moson-Sopron
Mosonszentmiklós  este un sat în districtul Győr, județul Győr-Moson-Sopron, Ungaria, având o populație de 2.387 de locuitori (2011). 

## Demografie
Componența etnică a satului Mosonszentmiklós
     Maghiari (97,86%)
     Germani (1,1%)
     Necunoscut (0,62%)
     Alții (0,43%)
Componența confesională a satului Mosonszentmiklós
     Romano-catolici (60,37%)
     Fără religie (4,61%)
     Luterani (2,56%)
     Reformați (1,68%)
     Necunoscută (30,46%)
     Atei (0,34%)
     Alte religii (0,59%)
Conform recensământului din 2011, satul Mosonszentmiklós avea 2.387 de locuitori. Din punct de vedere etnic, majoritatea locuitorilor (97,86%) erau maghiari, cu o minoritate de germani (1,1%). Apartenența etnică nu este cunoscută în cazul a 0,62% din locuitori.  Din punct de vedere confesional, majoritatea locuitorilor (60,37%) erau romano-catolici, existând și minorități de persoane fără religie (4,61%), luterani (2,56%) și reformați (1,68%). Pentru 30,46% din locuitori nu este cunoscută apartenența confesională.